# Veřejné zdraví
Veřejné zdraví je úroveň zdraví veřejnosti na daném území a věda zlepšování lidského zdraví skrze organizované snahy a informovaná rozhodnutí společnosti, organizací, veřejných a privátních sfér, komunit a jednotlivců. Světová zdravotnická organizace Organizace spojených národů definuje veřejné zdraví nikoli jako absenci chorob, ale jako „stav úplného tělesného, duševního a sociálního blahobytu“.
Veřejné zdraví spojuje různorodé disciplíny, jako je epidemiologie, biostatistika, sociální vědy a řízení zdravotnických služeb. Zahrnuje také oblasti jako environmentální zdraví, komunitní péče, behaviorální zdraví, ekonomiku zdraví, veřejnou politiku a další. Je nedílnou součástí celkového zdravotního systému v každé zemi a provádí se pomocí sledování případů a zdravotních ukazatelů a podporou zdravých životních stylů. Iniciativy veřejného zdraví mohou zahrnovat podporu hygienických návyků, očkování, zlepšování kvality ovzduší, prevenci různých nemocí a zvýšení dostupnosti zdravotní péče.
Existuje výrazná nerovnost v přístupu k zdravotní péči a iniciativám ve veřejném zdravotnictví mezi rozvinutými a rozvojovými zeměmi, a také uvnitř rozvojových zemí samotných. V rozvojových zemích se stále teprve buduje veřejné zdravotnické zázemí. Může chybět dostatek vyškolených pracovníků ve zdravotnictví, finančních prostředků nebo, v některých případech, i základní znalosti k poskytnutí minimální úrovně lékařské péče a prevence nemocí. Významným veřejným zdravotním problémem v rozvojových zemích je špatná péče o mateřství a dětské zdraví, zhoršená nedostatkem výživy a chudobou, doplněná neochotou vlád provádět veřejně zdravotní politiky.

## Metody
Veřejné zdraví se zabývá sledováním výskytu nemocí a podporou zdravých chování a prostředí s cílem dosáhnout zlepšení celkového zdraví populace.
Mnoho nemocí lze předcházet jednoduchými, nezdravotnickými postupy. Například pravidelné mytí rukou mýdlem může zabránit šíření nakažlivých chorob. Dalšími preventivními opatřeními jsou očkovací programy a distribuce kondomů.
Veřejné zdraví, společně s primární, sekundární a terciární péčí, tvoří zdravotnický systém země. Mnoho veřejně zdravotních intervencí se provádí mimo zdravotnická zařízení, jako je sledování bezpečnosti potravin či programy výměny jehel. Veřejné zdraví hraje klíčovou roli v prevenci nemocí jak ve vyspělých, tak i rozvojových zemích díky místním zdravotním systémům a nevládním organizacím.

## Světová zdravotnická organizace (WHO)
Světová zdravotnická organizace (WHO) je klíčovým hráčem v globálním zdravotnictví, koordinující mezinárodní snahy v oblasti zdravotní péče a prevence nemocí. Jejím hlavním posláním je řízení a koordinace celosvětových programů zaměřených na kontrolu a prevenci nemocí, zlepšení kvality života obyvatelstva a zajištění připravenosti na řešení zdravotních krizí.
WHO poskytuje odbornou pomoc a poradenství členským státům ve formulaci zdravotní politiky a strategií, sleduje zdravotní stav populace a hodnotí účinnost a dostupnost zdravotnických systémů. Důraz kladou také na vývoj a testování nových technologií a postupů pro kontrolu nemocí a efektivní řízení zdravotní péče.
Sídlo WHO sídlí v Ženevě a je tvořena 194 členskými státy, které jsou rozděleny do šesti regionálních úřadoven. Tyto regionální úřady monitorují a řídí zdravotnické aktivity v příslušných regionech a spolupracují s členskými státy na formulaci a implementaci regionálních zdravotních politik.
V čele WHO stojí generální ředitel, v současnosti Dr. Tedros Adhanom Gebreyesus, který odpovídá za strategické směřování organizace a zajištění koordinace globálních zdravotnických iniciativ. Tímto způsobem WHO hraje klíčovou roli ve snaze o dosažení celosvětového zdraví a prevence nemocí. 

## Další orgány ochrany veřejného zdraví (OOVZ)
(Angl. public health authorities) jsou orgány a instituce, které jsou zodpovědné za státní správu v ochraně veřejného zdraví (zákon č.258/2000 Sb., o ochraně veřejného zdraví v platném znění). Pro Českou republiku se jedná především o Ministerstvo zdravotnictví a krajské hygienické stanice, dále také Ministerstvo vnitra, Ministerstvo obrany, Ministerstvo životního prostředí, krajské úřady ad.

## Přístup EU
Evropská komise se zasluhuje poskytováním pomoci, poradenství a důležité nástroje na podporu spolupráce a účinnějšího fungování vnitrostátních systémů a to nejenom v oblasti zdraví a zdravotnictví. Aby byl systém přehlednější, tak svou politiku dělí do 4 zásadních oblastí:
1. Evropská strategie zdraví
2. Zdravotní rizika
3. Zdravotní činitelé - životní styl
4. Zdravotní činitelé - životní prostředí

Evropská Rada přijala v roce 2007 dva dokumenty, které cílí, aby byla dosažena koncepčnost a účinnost organizace evropské zdravotní politiky. Prvním dokumentem zabývající se zdravím byl představen roku 1993 s názvem Sdělení k vytvoření rámce pro činnosti EU v oblasti veřejného zdraví. Po vydání tohoto sdělení začaly vznikat programy např. pro monitoring veřejného zdraví, vzácných onemocnění nebo boje proti rakovině a drogové závislosti.
- Prvním dokumentem je Společně pro zdraví, jehož cílem bylo vymezení hlavních priorit a také určení, kam bude politika Evropské unie týkající se zdraví směřovat. Dokument pro strategický přístup ke zdravotnictví měl nejprve platnost od roku 2008 do 2013, jeho platnost však byla prodloužena. Dokument zveřejněný pod názvem Bíla kniha je v souladu s principy komplexní strategie Evropa 2020 a předpokladem této strategie je uspokojivý zdravotní stav obyvatelstva EU. Mezi principy definované v této knize patří vztah zdraví a ekonomické prosperity společně s integrací zdraví, regionální politiky a životního prostředí. Mimo jiné zde byly definovány tři strategické cíle:

1. Podpora dobrého zdravotního stavu ve stárnoucí Evropě
2. Ochrana občanů před zdravotními hrozbami (epidemie, bioterorismus)
3. Podpora dynamických zdravotních systémů a nových technologií

- Druhým z dokumentů vydaných v roce 2007 je 2. akční program Evropských společenství (ES) v oblasti veřejného zdraví platný v letech 2008-2013, který byl následně nahrazen již Třetím programem Unie v oblasti veřejného zdraví. Oba tyto akční programy jsou finančním nástrojem pro uskutečnění všech tří strategických cílů ve zdravotnictví v EU.[4]

Třetí akční program: "Zdraví pro růst", který plynule navázal na Druhý akční program, jelikož stanovil podobné prioritní cíle však pro roky 2014-2020. Program má za cíl především zlepšení zdraví Evropanů, mimo jiné ale i snížení nerovností v oblasti zdraví přičemž je nutné doplnění zdravotních politik členských státech čtyřmi způsoby:
- Předcházení nemocí a podpora dobrého zdraví. 
  - Toto nařízení se týká především sdílení informací a postupů mezi členskými státy o zvládání rizikových faktorů (kouření, zneužívání drog a alkoholu apod.)
- Zajištění ochrany obyvatel před přeshraničními zdravotními hrozbami. 
  - V moderní době je oproti minulosti z důvodu globalizace vyžadována rychlá a koordinovaná reakce, jelikož lidé jsou potenciálně vystaveni širší škále zdravotních rizik.
- Podpora inovací a udržitelnosti ve zdravotnických systémech v zemích EU
  - Navyšování kapacit ve zdravotnictví, hledání optimálních způsobů, jak zajistit delší životnost vzácných zdrojů a jak vylepšit zavádění nových technologií a technologických a pracovních postupů a inovací.
- Zlepšení přístupu ke kvalitní a bezpečné zdravotní péči
  - Poukazuje na důležitost vytvoření sítí odborných středisek v EU, které by si navzájem poskytovaly informace a nové odborné lékařské poznatky, tak aby byly sdíleny za hranice jednotlivých států.[5]

V únoru 2013 Evropská Komise zveřejnila dokument "Investice do zdraví" jako součást opatření pro sociální investice podporující růst a soudržnost. Zdraví je klíčovým faktorem pro hospodářský rozvoj, a proto je důležité, aby Evropa v této oblasti rozumně investovala. Jedná se především o podporu udržitelných systémů zdravotní péče, investic do zdraví (prostřednictvím programů zaměřených na péči o zdraví) a investic do zdravotní péče jako prostředku k odstranění nerovnosti a sociálního vyloučení. Prioritními oblastmi v letech 2016-2020 byly:
- větší nákladová efektivnost
- propagace očkování
- konkurenceschopnost
- bezpečnost
- komplexní řešení nových globálních nebezpečí a hrozeb
- řešení rizikových faktorů nepřenosných nemocí
- tvorba politiky založené na faktech [6]

Program "EU pro zdraví" (EU4Health) představuje novou iniciativu Evropské unie v oblasti zdraví na období 2021–2027. Vznikl jako odpověď na výzvy pandemie covidu-19 a soustředí se na posílení zdravotních systémů v Evropě a zvýšení odolnosti vůči budoucím zdravotním krizím. S rozpočtem ve výši 5,3 miliardy eur má za cíl zlepšit veřejné zdraví, ochranu občanů před přeshraničními zdravotními hrozbami a zvýšit dostupnost léků. Zároveň má posílit odolnost zdravotnických systémů a optimalizovat využívání zdrojů. Program tedy není pouze reakcí na aktuální situaci, ale také dlouhodobou investicí do zdravotní péče v Evropě. 

## Financování a ekonomika zdraví
Zdravotní stav populace má dalekosáhlý dopad na ekonomiku České republiky podle strategického rámce Zdraví 2030. Kromě nákladů na zdravotnictví ovlivňuje i zaměstnanost a sociální systém. Celkové ekonomické ztráty z nemocí lze vypočítat jakožto součet přímých i nepřímých ztrát.
- Přímé ztráty = jsou tvořeny náklady na zdravotní péči a na prevenci. Dle Českého Statistického Úřadu bylo v roce 2020 financováno 70 % veškeré zdravotní péče v Česku veřejnými zdravotními pojišťovnami. Zbylých 30 % pocházelo z veřejných rozpočtů, neziskových organizací, závodní preventivní péče či z přímých výdajů příjemců zdravotnické péče.
- Nepřímé ztráty = skládají se ze ztrát daných poklesem produktivity způsobeným absencí v práci či když se člověk dostaví do zaměstnání i přes špatné zdraví či nemoc, pak však dochází ke snížení pracovní schopnosti. [9]